# سوزان فور
سوزان فور (بالنرويجية البوكمول: Susanne Fuhr)‏ هي مغنية وممثلة نرويجية، ولدت في 13 يونيو 1953 في أوسلو في النرويج.